# Johan Hertzberg
Johan Hertzberg, född 6 augusti 1872, död 18 april 1954, var en norsk skolman. Han var son till Nils Hertzberg.
Johan Hertzberg avlade magisterexamen 1897, var lärare vid Frogner skole i Oslo 1897–1923 och rektor vid Stabekks kommunale høiere almenskole 1923–1942. Han var censor i språkhistorisk ämbetsexamen 1908–1938, ledamot av styrelsen för den norska sektionen av New Education Fellowship 1922–1936, ordförande i den norska Carnegiekommittén för undersökning av examensväsendet, ordförande i Pedagogisk samfund 1905–1906 och 1915–1916 samt stiftare av och ordförande i Bjørnsonforbundet 1917–1932. Hertzberg var en av banbrytarna för reformpedagogiska idéer i Norge och ledde åtskilliga försök vid skolan i Stabekk. Han utgav bland annat en skolupplaga av norska författare i 31 band.